# Edward Damczyk
Edward Damczyk (ur. 9 listopada 1910 w Kępnie, zm. 4 lipca 1984 we Wrocławiu) – polski sportowiec, nauczyciel wychowania fizycznego, członek ruchu oporu w czasie II wojny światowej, pionier Wrocławia.

## Życiorys
Urodził się i wychowywał w Kępnie. W młodości wyczynowo uprawiał sport: lekkoatletykę i pływanie. Był mistrzem Polski w sztafecie 4×100
m. W 1935 ukończył studia na Uniwersytecie Poznańskim. W latach 1935–1936 był słuchaczem Szkoły Podchorążych 57 Pułku Piechoty. W 1938 przeszedł do rezerwy w stopniu podporucznika. Mieszkał w Poznaniu i pracował jako nauczyciel wychowania fizycznego.
We wrześniu 1939 brał udział w kampanii obronnej, a po jej zakończeniu szczęśliwie uniknął niewoli. Następnie wraz z bratem ukrywał się przed Niemcami w okolicach rodzinnego Kępna. W 1940 wyjechał do Wrocławia, gdzie podjął pracę jako pomocnik kierowcy browaru Kipkego. Zajmował się rozwożeniem piwa po mieście. W 1941 wraz z innymi Polakami mieszkającymi wówczas we Wrocławiu współtworzył miejscową komórkę ruchu oporu „Olimp”. Punktem kontaktowym tej grupy było wynajmowane przez niego mieszkanie na czwartym piętrze w kamienicy przy dzisiejszej ulicy Zelwerowicza. Aresztowany przez Gestapo 5 czerwca 1942, po kilkumiesięcznym śledztwie trafił do obozu koncentracyjnego Mauthausen, w którym przebywał do chwili jego wyzwolenia w dniu 5 maja 1945.
Latem tego samego roku, zgodnie ze swoim postanowieniem, powrócił do Wrocławia i osiadł tam na stałe. Również w 1945, będąc jednym z wrocławskich pionierów, ponownie podjął obowiązki nauczyciela wychowania fizycznego, ucząc w I Liceum Ogólnokształcącym. Pracował w nim aż do przejścia na emeryturę w 1975. W pierwszych latach powojennych był także organizatorem życia sportowego we Wrocławiu. Wiosną 1946 powołał do życia Międzyszkolny Klub Sportowy „Juvenia”, był także sekretarzem Miejskiej Rady Wychowania Fizycznego i Przysposobienia Wojskowego. Pracował jako trener koszykówki i siatkówki, jego podopiecznymi byli m.in.: Adam Piechura, Jerzy Świątek i Zygmunt Zwierzański.

## Literatura
- Edward Damczyk. [w:] ludziezeznakiemp.pl [on-line]. [dostęp 2020-06-08].
- Encyklopedia Wrocławia. Wyd. III. Wrocław: Wydawnictwo Dolnośląskie, 2006, s. 134.